# Limonia nominata
Limonia nominata är en tvåvingeart som beskrevs av Alexander 1936. Limonia nominata ingår i släktet Limonia och familjen småharkrankar. Inga underarter finns listade i Catalogue of Life.